# Official Dreamcast Magazine (revista britânica)
A Official Dreamcast Magazine em tradução livre Revista oficial do Dreamcast foi uma revista de videogame publicada pela Dennis Publishing no Reino Unido entre 1999 e 2001. A revista apresentava notícias, resenhas, previews e recursos nos jogos do Dreamcast. A revista realizou a licença oficial da revista Dreamcast no Reino Unido e apresentou um disco de demonstração da DreamOn em quase todas as capas. A revista também contou com os jogos completos Sega Swirl e Planet Ring em sua capa. A revista também cobriu moda relacionada ao jogo Dreamcast, mas esse recurso foi descartado em edições posteriores. A revista foi publicada mensalmente, mas no final de suas edições da vida foram vendidas bimestralmente devido ao conteúdo insuficiente que está sendo disponibilizado para os discos de demonstração.

## Planet Ring
Planet Ring é um jogo eletrônico desenvolvido e publicado pela Sega para o console de jogos domésticos Dreamcast em 4 de Dezembro de 2000, apenas na Europa. O disco foi distribuído gratuitamente no Reino Unido através da Official Dreamcast Magazine e foi um dos poucos jogos lançados nas regiões PAL à suportar o Dreamcast Microphone, assim como o Dreamcast Keyboard.
A experiência de jogo do Planet Ring é como uma comunidade on-line, pois é um dos primeiros jogos eletrônicos à exigir que o usuário esteja conectado à internet em todos os momentos, antecipando o Xbox Live da Microsoft. O jogo contém quatro minigames online para ajudar a promover os recursos de internet do Dreamcast. Estes minigames incluem "Dream Dorobo", "Ball Bubble", "SOAR" e "Splash". Até 32 jogadores poderiam competir em eventos online. Antes de poder jogar on-line pela primeira vez, o jogador deveria fazer um personagem pequeno com vários detalhes, como sexo, tipo de cabelo, roupas, idade, inteligência e alguns outros fatores. Este personagem representa o jogador no mundo de Planet Ring. O personagem pode ser visto na superfície do planeta e pode percorrer todo o globo visitando as diversas atrações.
Ao contrário de outros jogos que permitiram o uso do Adaptador de Banda Larga Dreamcast (BBA), este jogo era apenas dial-up. O jogo era jogável em todo o continente europeu para que os jogadores do Reino Unido pudessem jogar com pessoas da França, Espanha, Alemanha, etc. Embora os servidores on-line originais do Dreamcast tenham sido desativados em 2002, o jogo foi colocado de volta online devido a um homebrew de desenvolvimento de servidor em junho de 2013. Este novo servidor foi devido a um projeto de servidor de código aberto chamado Earthcall que foi desenvolvido usando a biblioteca SDL.net.